# Nyctereutes abdeslami
Espèce
Nyctereutes abdeslami est une espèce fossile de carnivores caniformes de la famille des Canidae.

## Distribution et époque
Ce proche parent du Chien viverrin actuel (Nyctereutes procyonoides) a été découvert dans l'Ahl al Oughlam, au Maroc. Il vivait à l'époque du Pliocène.

## Taxinomie
Cette espèce a été décrite pour la première fois en 1997 par le naturaliste Denis Geraads.

### Protologue
- (fr + en) Denis Geraads, « Carnivores du Pliocène terminal de Ahl al Oughlam (Casablanca, Maroc) », Geobios, Villeurbanne, vol. 30, no 1,‎ 28 février 1997, p. 127-164 (lire en ligne, consulté le 17 janvier 2014).